# Little Boxes
Little Boxes è una canzone scritta e composta da Malvina Reynolds nel 1962, che divenne un successo per la versione che Pete Seeger pubblicò come singolo nel 1963. Malvina Reynolds cantò la canzone a sua volta, pubblicandola all'interno dell'album Malvina Reynolds Sings the Truth del 1967.
La canzone è una satira politica sullo sviluppo della periferia e sui comportamenti associati conformisti della classe media. Le little boxes ("scatolette") sono le abitazioni di periferia, panoramicamente viste appunto come "scatolette" pressoché indistinguibili tra loro se non per il colore, costruite in serie con materiali scadenti ticky-tacky.

## Contesto

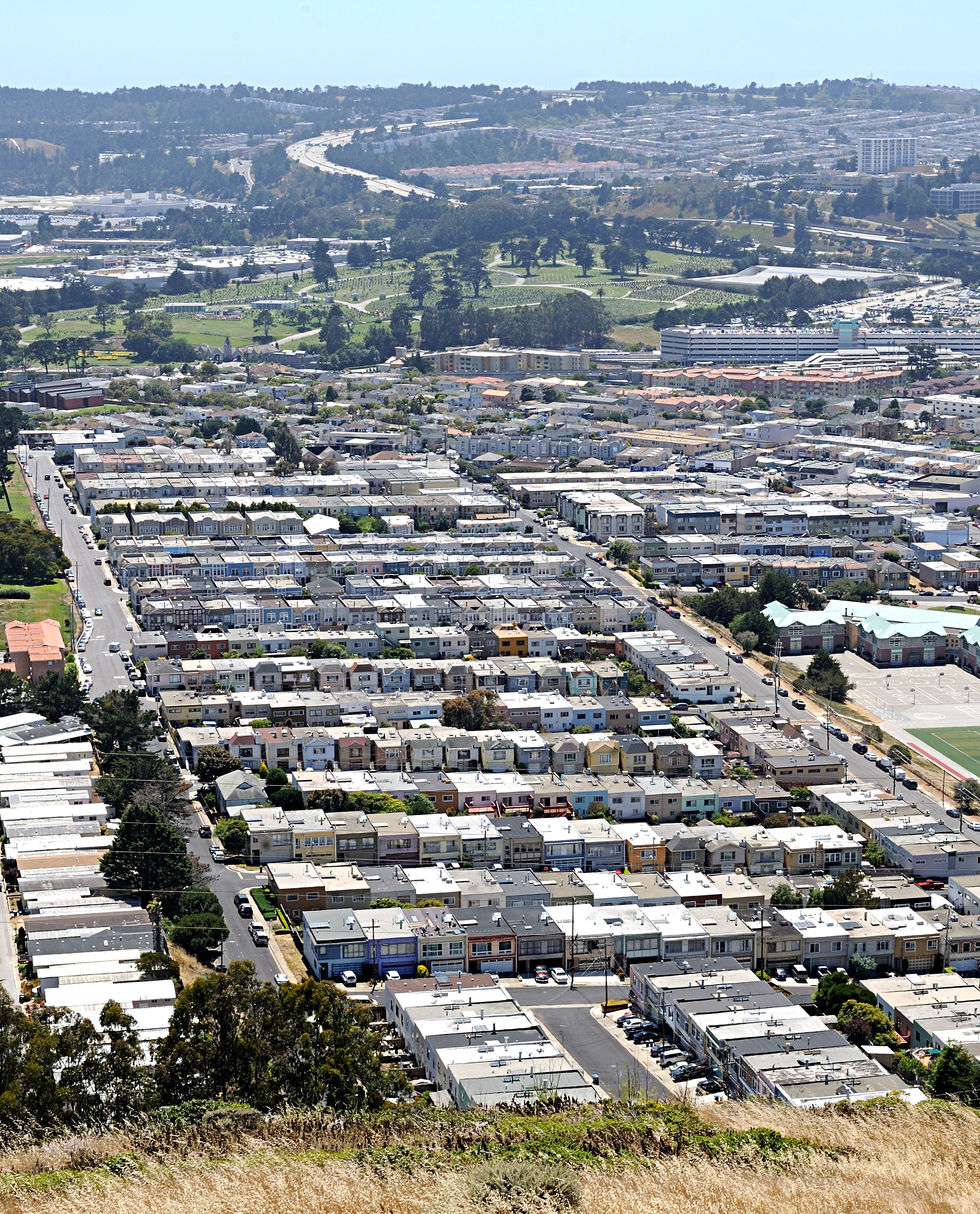
Case popolari a Daly City, un sobborgo di San Francisco, California, che hanno ispirato la Reynolds per Little Boxes

La Reynolds è stata una cantautrice popolare ed attivista politica negli anni sessanta e settanta. La genesi della canzone è ricordata dalla figlia di Malvina, Nancy:
Lo sviluppo urbano del quartiere di Westlake, a Daly City, in California nel secondo dopoguerra, anche se non in maniera certa, può aver contribuito ad ispirare la canzone.
La versione di Reynolds è stata pubblicata per la prima volta nel suo album della Columbia Records del 1967 Malvina Reynolds Sings the Truth,, ed è presente nella riedizione di Ear to the Ground a cura della Smithsonian Folkways Records. Tuttavia, la versione della canzone di Pete Seeger è la più conosciuta a livello internazionale, tale da aver raggiunto il numero 70 nella Billboard Hot 100. Seeger, la Reynolds, così come i coevi Guthrie, Dylan, Joan Baez e molti altri, utilizzarono le melodie e le metriche tipiche della canzone folk e della filastrocca popolare per veicolare il messaggio politico (così come, ad esempio, avvenne quasi parallelamente in Italia con le Cantacronache).

## Accoglienza
L'efficacia della satira è stata attestata da un professore universitario, citato nel 1964 sulla rivista Time, che diceva: "Ho tenuto lezioni sulle mie classi sulla conformità della classe media per un intero semestre. Ecco una canzone che dice tutto in 1 minuto e mezzo"  tuttavia, secondo Christopher Hitchens, il satirico Tom Lehrer descrisse Little Boxes come "la canzone più santificata mai scritta".
In sostegno della conformità forzosa descritta nel testo, lo storico Nell Irving Painter sottolinea che tale processo di omologazione non va visto in accezione completamente negativa: gli individui che dovranno "andare all'università per diventare avvocati o dirigenti d'azienda, uscendone tutti uguali" (intervenendo quindi con forza nella loro spersonalizzazione), permetterà comunque loro di vivere in quartieri moderni, ben serviti e con buone scuole. "I sobborghi possono essere monotoni,", dice lo storico, "ma sono pur sempre una identità a cui aspirare."
Il termine "ticky-tacky" divenne un tormentone durante gli anni sessanta, a testimonianza della popolarità della canzone.

## Cover
La canzone è stata registrata da molti musicisti e band, alcuni dei quali hanno arrangiato e tradotto la canzone per adattarla ai loro stili. I testi sono stati ristampati con fotografie delle "Little Box" in pubblicazioni ambientali. Molte di queste cover sono state registrate come musica a tema per il programma televisivo Weeds, che nella sua seconda, terza e ottava stagione presentava per i titoli di apertura di ogni episodio un'esibizione della canzone suonata da artisti diversi.
Gli artisti che hanno seguito la canzone includono:
- Il cantautore spagnolo Adolfo Celdrán ha scritto la prima versione in spagnolo della canzone, intitolata Cajitas, pubblicata nel 1969.
- Il cantautore cileno Víctor Jara nel 1971 ne ha scritto un'altra versione in spagnolo intitolata Las Casitas del Barrio Alto, rappresentando in modo beffardo lo stile di vita troppo europeizzato e borghese degli abitanti del Barrio Alto di Santiago del Cile. Questa versione è contenuta nell'album El derecho de vivir en paz, pubblicato dall'etichetta discografica DICAP nel 1971.
- Graeme Allwright, che ne ha scritta una versione in francese intitolata Boîtes Petites, poi riproposta da Kate & Anna McGarrigle nel loro album 2003 La vache qui pleure e dai Weepers Circus nel loro album del 2009 À la récré.
- Haim Hefer ha scritto una versione ebraica di questa canzone, intitolata Tik shel Plastik (in ebraico תיק של פלסטיק‎?, "un sacchetto di plastica"), facendo satira sulla classe media israeliana. Questa versione è stata registrata dai Seven Species in un album del 1968[Quale?].
- The Womenfolk, la cui versione del brano del 1964 è il singolo più corto mai entrato nella Billboard Hot 100, dalla durata di 1 minuto e 2 secondi, raggiungendo la posizione 83.
- Nancy Ames ne ha cantata una versione all'interno del programma televisivo satirico della NBC That Was The Week That Was il 13 aprile 1964, accompagnata da un montaggio cinematografico di Guy Fraumeni e Lou Myers che raffigurava abitazioni del tratto e altre immagini correlate.
- Keith Carradine (con lo pseudonimo di Elton Tripp) e Kate Mara (con lo pseudonimo di Zoe Tripp) ne cantano una versione nel film The Californians del 2005.
- Una versione riformulata della canzone, scritta da Sniffy Dog nel 2013, è stata utilizzata in una pubblicità televisiva britannica per l'operatore di telefonia mobile O2. È noto che sono state trasmesse tre versioni: una cantata da Adrienne Stiefel [6] e un'altra da Jedd Holden,[7] mentre la terza è una versione strumentale.[8]
- Il gruppo Loch Lomond ne ha eseguita una variante per la colonna sonora del film del 2014 The Boxtrolls.[9]
- Una parte remixata di Little Boxes appare nel trailer del film del 2019 Escape Room e la sua melodia viene usata ripetutamente nel film.[10][11]
- Devendra Banhart
- Bomb the Music Industry!
- Compost
- Elvis Costello
- Death Cab for Cutie
- The Decemberists (con dei versi nuovi)
- Tim DeLughter of The Polyphonic Spree
- Donovan
- Anjan Dutt
- Ben Folds
- Skott Freedman
- Engelbert Humperdinck
- The Individuals
- Jenny and Johnny
- Angélique Kidjo
- Rilo Kiley
- Kinky
- Linkin Park
- Man Man
- The Mountain Goats
- Randy Newman
- Nina &amp; Frederik
- Ozomatli,
- Phosphorescent
- The Real Tuesday Weld
- Rise Against
- Paddy Roberts
- The Shins
- Regina Spektor
- The Submarines
- Billy Bob Thornton
- Walk off the Earth

## Nella cultura di massa
- Il romanzo Ecotopia del 1975 scritto da Ernest Callenbach descrive un'utopia ecologica secessionista negli Stati Uniti occidentali, il protagonista (visitando il paese come giornalista statunitense) viene informato che "case costruite a buon mercato in nuovi quartieri" vengono denigrate come "ticky-tacky boxes" dalla popolazione.[12]
- Russ Abbot nella sua serie televisiva London Weekend Television Madhouse degli anni ottanta ha isolato la musica nella canzone e il suo tema generale per satirizzare sui The Spinners, un gruppo popolare contemporaneo le cui canzoni apparentemente "sembrano tutte uguali", scrivendo la parodia "The Spanners".[13]
- La canzone è stata utilizzata come tema musicale di apertura per la serie televisiva Showtime Weeds del 2005. La prima stagione ha usato la versione di Reynolds. Nella seconda e terza stagione, vari artisti e celebrità hanno eseguito cover della canzone per i diversi episodi. La canzone non è stata usata regolarmente durante le stagioni dalla quattro alla sette, ma è stata interpretata da vari artisti nell'ottava stagione.[14]
- Il libro del 2006 su Westlake, Daly City, California, Little Boxes: The Architecture of a Classic Midcentury Suburb, prende il nome dalla canzone.[15]